# Mustela lutreolina
La comadreja de Java (Mustela lutreolina) es una especie de mamífero carnívoro de la familia Mustelidae. Se encuentra en Sumatra y Java (Indonesia). Esta especie ha sido considerada por algunos especialistas como una subespecie de Mustela sibirica.